# Giętlewo
Giętlewo (niem. Güntlau) – wieś w Polsce położona w województwie warmińsko-mazurskim, w powiecie ostródzkim, w gminie Ostróda. W latach 1975–1998 miejscowość administracyjnie należała do województwa olsztyńskiego.

## Historia
W czasach krzyżackich wieś pojawia się w dokumentach w roku 1366, podlegała pod komturię w Dąbrównie, były to dobra rycerskie o powierzchni 14 włók.